# Pallavolo Impavida Ortona
La Pallavolo Impavida Ortona è una società pallavolistica maschile italiana con sede ad Ortona: milita nel campionato di Serie A3.

## Storia
La Pallavolo Impavida Ortona nasce nel 1968 come squadra di oratorio, guidata da padre Camillo D'Orsogna: nel corso degli anni la società partecipa prima ai campionati locali e regionali per poi approdare alle divisioni nazionali di Serie B2. Nella stagione 1984-85 fa il suo esordio nella pallavolo professionistica, disputando per la prima volta il campionato di Serie A2: nella categoria cadetta resta per quattro stagioni consecutive, ottenendo discreti risultati di metà classifica, fino al termine della stagione 1987-88, quando, chiudendo il campionato al penultimo posto, retrocede in Serie B1.
Per quasi un decennio il club milita nel campionato di Serie B1, prima di due retrocessioni consecutive che lo porteranno in Serie B2 e poi in Serie C. Nel 2001 la squadra conquista nuovamente la promozione in Serie B2, dove resta per sette stagioni eccetto nell'annata tra il 2003 ed il 2004 quando disputa il campionato di Serie C: al termine della stagione 2008-09 conquista la promozione in Serie B1.
Dopo due campionati di metà classifica, nella stagione 2011-12 viene sconfitta in semifinale play-off per ottenere la promozione nella divisione cadetta: tuttavia a causa della mancata iscrizione di diverse squadre, la società abruzzese viene ripescata, ottenendo quindi il diritto di partecipazione al campionato di Serie A2 2012-13. Dopo diverse stagioni condotte nella zona di media-alta classifica, qualificandosi anche per la prima volta, nell'annata 2014-15, alla Coppa Italia di Serie A2, eliminata poi in semifinale, al termine della stagione 2018-19 retrocede in Serie A3: viene nuovamente ripescata in Serie A2 per l'annata 2019-20.
Nella stagione 2021-2022 termina la regular season al dodicesimo posto in classifica e retrocede in Serie A3, ma subito l'annata successiva riconquista la Serie A2, terminando il proprio girone di regular season al primo posto e vincendo lo spareggio promozione con la Virtus Fano: termina tuttavia l'annata 2023-24 all'ultimo posto in classifica, retrocedendo nuovamente in Serie A3.

## Rosa 2023-2024
| N° | Nome                  | Ruolo | Data di nascita   | Nazionalità sportiva |
| -- | --------------------- | ----- | ----------------- | -------------------- |
| 1  | Tommaso Fabi          | C     | 6 dicembre 1996   | Italia               |
| 3  | Vittorio Broccatelli  | L     | 8 gennaio 2005    | Italia               |
| 4  | Matteo Bertoli        | S     | 28 luglio 1988    | Italia               |
| 5  | Alberto Benedicenti   | L     | 6 febbraio 2001   | Italia               |
| 6  | Francesco Del Vecchio | S     | 21 aprile 1987    | Italia               |
| 7  | Leonel Marshall       | S     | 25 settembre 1979 | Italia               |
| 8  | Stefano Patriarca     | C     | 23 luglio 1987    | Italia               |
| 10 | Diego Cantagalli      | O     | 13 febbraio 1999  | Italia               |
| 11 | Claudio Falcone       | O     | 3 aprile 2005     | Italia               |
| 12 | Gabriele Tognoni      | C     | 25 maggio 2000    | Italia               |
| 13 | Pietro Donatelli      | S     | 13 marzo 2006     | Italia               |
| 14 | Trifon Lapkov         | S     | 1º febbraio 1996  | Bulgaria             |
| 15 | Leonardo Ferrato      | P     | 25 dicembre 2001  | Italia               |
| 16 | Matteo di Giulio      | S     | 12 dicembre 2006  | Italia               |
| 17 | Dobromir Dimitrov     | P     | 7 luglio 1991     | Bulgaria             |
| 18 | Edoardo Lanci         | P     | 3 dicembre 2005   | Italia               |